# NGC 6500
NGC 6500 (również PGC 61123 lub UGC 11048) – galaktyka spiralna (Sab), znajdująca się w gwiazdozbiorze Herkulesa. Odkrył ją William Herschel 29 czerwca 1799 roku. Należy do galaktyk z aktywnym jądrem typu LINER. Prawdopodobnie jest fizycznie związana z sąsiednią galaktyką NGC 6501.